# USS Hornet (1805, Baltimore)
De USS Hornet was een als oorlogssloep opgetuigde brik in de United States Navy. Later werd het opnieuw opgetuigd tot oorlogszeilschip.

## Geschiedenis
De USS Hornet werd te water gelaten op 28 juli 1805 in Baltimore en in dienst gesteld op 18 oktober. Het streed in de Oorlog van 1812 onder bevel van James Lawrence, die later – terwijl hij al gezagvoerder was op de USS Chesapeake – het schip de beroemde leuze "don't give up the ship" meegaf.
De USS Hornet overmeesterde het kaperschip Dolphin op 9 juli 1812, alhoewel het zeilschip vlak daarna nogmaals heroverd werd. De USS Hornet hielp mee in de blokkade van het vastgehouden Britse fregat HMS Bonne Citoyenne in de haven van Salvator en bracht op 24 februari 1813 de HMS Peacock, uitgerust met 18 kanonnen, tot zinken. Op 23 maart 1815 nam de USS Hornet het Engelse zeilschip HMS Penguin in tijdens een kort zeegevecht nabij Tristan da Cunha. Dit was een van de marinedeelnames die na de beëindiging van de oorlog plaatsvonden.
Na een kruisvaart in West-Indië en Kopenhagen in 1818 en een tweede reis in de Middellandse Zee in 1819 kreeg de USS Hornet zijn vaste bases in Key West en Pensacola, Florida. In de daaropvolgende piratenoorlog nam het schip actief deel aan oorlogspatrouilles tegen piraterij in de Caraïben. Daar nam het op 29 oktober 1821 de piratenschoener Moscow in nabij de kust van Santo Domingo. Het doorkruiste in de volgende negen jaren de Caraïbische Zee.

### Einde
De USS Hornet verliet Pensacola voor de laatste keer op 4 maart 1829. Het schip zette koers naar de kust van Mexico en werd daarna nooit meer teruggezien. De USS Hornet verging echter tijdens een zware storm in de Golf van Mexico, nabij Tampico, Mexico, op 29 september 1829, met verlies van alle hens aan boord.

## Bijzonderheden
- Type: als brik opgetuigde sloep - United States Navy
- Gebouwd: Baltimore, Maryland
- Te water gelaten: 28 juli 1805
- In dienst gesteld: 18 oktober 1805
- Verloren: vergaan tijdens zware storm op 29 september 1829

### Technische kenmerken
- Waterverplaatsing: 440 ton
- Lengte: 106 voet - 32,30 m
- Breedte: 31 voet - 9,45 m
- Diepgang: 14 voet - 4,27 m
- Voortstuwing: gezeild - (drie masten en boegspriet)

### Bewapening
- 18 x 32-pounder kanonnen (telkens 9 kanonnen aan bakboord en stuurboord)
- 2 x 18-pounderkanonnen (telkens 1 kanon aan bakboord en stuurboord)